# Clastobryum
Clastobryum là một chi rêu trong họ Sematophyllaceae.